# جالود

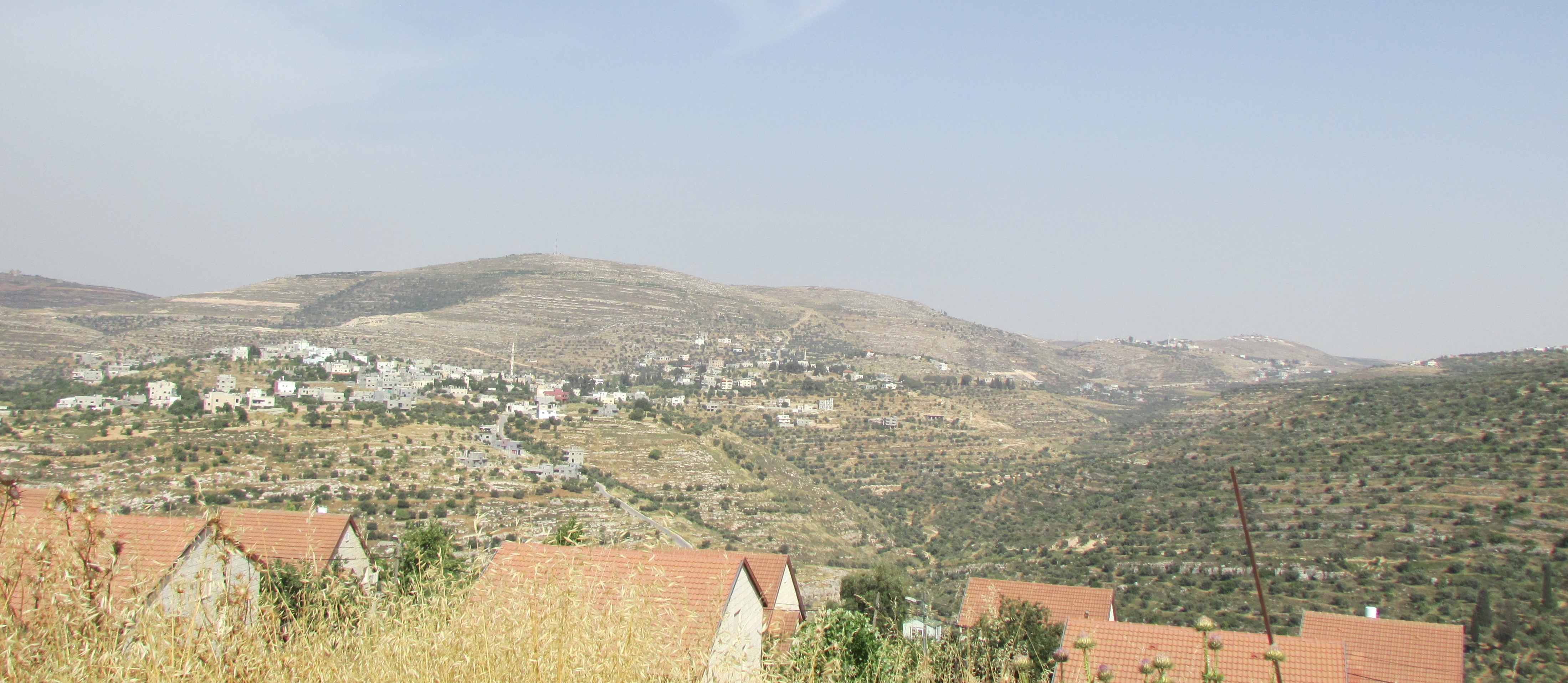
قرية جالود

جالود هي قرية فلسطينية من قرى الضفة الغربية و تقع إلى الجنوب الشرقي من مدينة نابلس على بعد 26كم منها. ترتفع عن سطح البحر (790)م. و تتبع محافظة نابلس. يصل إليها طريق محلي يربطها بالطريق الرئيسي طوله 8كم. تبلغ مساحة أراضي القرية 15800 دونم. و تحيط بأراضيها أراضي قرى قصرى وقريوت والمغير.
قرر مجلس الوزراء الفلسطيني في 19 يناير 2016، فصل تجمع جالود إداريًا عن قريوت، واستحداث مجلس قروي جالود ليُدير شؤون القرية.

## السكان
قدر عدد سكانها عام 1922 حوالي (124) نسمة. وفي عام 1945 حوالي (300) نسمة. وفي عام 1967 كان حوالي (221) نسمة. وفي عام 1987 بلغ حوالي (333) نسمة. وفي عام 1996 وصل إلى (345)نسمة. وهي من القرى التي وقعت في حرب 1967 ولا يزيد عدد سكانها حاليا 730 بسبب كثرة الانتقال للعيش في الأردن وبلاد عربية بعد حرب 1967 وكثرة تنقل من القرية إلى التحضر وأكثرهم يعيشون بمدينة نابلس على وجه التحديد (لا يوجد تعداد سكاني رسمي للقرية) مع العلم أن القرية بكامل حدودها يقطنها أكثر من ألف نسمة، ولكن غياب الدوائر الرسمية بما فيها دائرة الإحصاء عن القرية غيب عنا عدد السكان المتواجدين حاليا في قرية جالود (كثير من السكان يقطنون في جالود ولكن مسجلين في قوائم القرى المجاورة).